# Bettelmannshöhle
Die Bettelmannshöhle ist eine Höhle, die sich zwischen Indelhausen und Gundelfingen befindet und in welcher sich bereits steinzeitliche Jäger aufhielten. Zahlreiche Funde aus verschiedenen Epochen beweisen die Wohn- und Aufenthaltsnutzung.
Die Höhle befindet sich zwischen den Ortsteilen Indelhausen und Gundelfingen. 300 Meter nordwestlich der Höhle residiert die Burg Derneck. 
Der Boden ist mit Stalagmiten bedeckt und steigt nach hinten leicht an. Man kann einen Pfeiler sowie eine Tropfsteinsäule entdecken.
Die Höhle ist 57 Meter lang und hat eine 23 Meter hohe und 8 Meter breite Halle. 